# Peter Wichmann
Peter Wichmann (døbt 7. september 1706 i København – 18. maj 1769 sammesteds) var en dansk maler.

## Uddannelse
Han var søn af hofmaleren Nicolai Wichmann og Sara Jensdatter Foght og blev oplært af faderen. 1729 havde Nicolai Wichmann præsenteret kongen for fire kopier efter nogle nyerhvervede malerier, stillebensstykker af den berømte østrigske hofmaler Franz Werner von Tamm; de var udført af sønnen Peter og blev købt af kongen. Peter Wichmann fik den 1. maj 1730 kgl. rejsepas for at uddanne sig i Artes pictoriam (billedkunst), men destinationen kendes ikke.

## Karriere
Mens Peter Wichmann var i udlandet, fandt tronskiftet sted, og selv om Wichmann ikke blev udelukket fra arbejde for hoffet, blev han nedprioriteret til fordel for andre malere. Wichmann var tilbage i København 1734 og købte 1736 en ejendom på hjørnet af Nytorv og Brolæggerstræde, hvor han boede indtil, han gik fallit 1747. I sit senere liv var han tvunget til at leve i små kår, først hos moderen, fra 1755 i "Slippen" ved Gothersgade. En del portrætter i Bergen og Trondhjem indikerer, at Wichmann har foretaget rejser til Norge; i hvert fald 1759.
Cirka samtidig med Wichmanns fallit skiftede hans palet i retning af det mere enkle, lyse og skarpe. Måske har han efter sit sammenbrud været i Sverige og arbejdet hos Johan Henrik Scheffel, som netop havde en sådan stil. 
Wichmann blev gift 1734 i København med Anna Cathrine Saltou (ca. 1711 - 25. juni 1774 i København), datter af hosekræmmer Hans Heinrich Saltou og NN. Parret er begravet på Trinitatis Kirkes kirkegård.

## Værker
Portrætter af kongelige:
- Prinsesse Charlotte Amalie (1740, kopi efter Andreas Møller, De Danske Kongers Kronologiske Samling, Det Nationalhistoriske Museum på Frederiksborg Slot)
- Samme (1752, Vemmetofte)
- Samme (1754, Det Nationalhistoriske Museum på Frederiksborg Slot, Clausholm, Odense Rådhus)
- Frederik V (1748, efter Carl Gustaf Pilo, Statens Museum for Kunst, Fyns Kunstmuseum)
- Dronning Louise (1748, Statens Museum for Kunst)
- Dronning Juliane Marie (Statens Museum for Kunst, Kunstindustrimuseet, Oslo)
- Christian VII som barn
- Samme som ung (stukket af C. Fritsch)
- Dronning Caroline Mathilde (1767, stukket af P. Lund 1856)

Portrætter af andre:
- Kgl. staldmester Hans Hartmann (1738, Det Nationalhistoriske Museum på Frederiksborg Slot)
- Amtmand i Gottorp Carl von Holstein (1741, Det Nationalhistoriske Museum på Frederiksborg Slot)
- Amalie Sehested (1742, Den Gamle By)
- Ubekendt mand (1747)
- Johan Christoffer von Westen og dennes hustru (1747, synes kopieret efter Johan Hörner)
- Regitze Sophie Güldencrone (1756, Det Nationalhistoriske Museum på Frederiksborg Slot)
- Louise Christiane Adeler (1758, Gammel Estrup)
- Michael Numsen (Det Nationalhistoriske Museum på Frederiksborg Slot)
- Ubekendt ung mand (Adeler?) (Gammel Estrup)
- Anna Beate Rosenkrantz (Gammel Estrup)
- Nicoline Rosenkrantz (Gisselfeld)
- Frederik Georg Adeler (tidligere på Dragsholm)
- Christian Ehlers (stukket af Jonas Haas 1755)
- Eiler Holck (1757)
- Frederik Hoppe (stukket af Meno Haas)
- Grosserer m.m. John Brown (1759, Halsted Kloster)
- Dennes hustru, Anna Appleby (1759, Halsted Kloster)
- Johann August Seydlitz (stukket af Odvardt Helmoldt von Lode)
- Byfoged Peter Fjellerup Lassen (1760'erne, Københavns Museum)
- Dennes hustru Sophie Magdalene (Københavns Museum)
- Volrad August von der Lühe (ca. 1765, Hørbygård)
- Pastor Fr.? Hensler (1769, Slesvig Domkirke)

Portrætter med relation til Norge:
- Lægmand Claus Bager (signeret, dateret 1750)
- Schoutbynacht Michael Johan Herbst
- Birgitte Bager, 7 år gl. (signeret 1758, privateje, Bergen)
- Johan Grøn Lund (privateje, Bergen)
- Stiftamtmand Hans Ulrich Møllmann (signeret 1759, Trondheim)
- Dennes hustru, Gudlov født Hveding (signeret 1759, Trondheim)
- Provst i Værnes P. Wessel (1759?)

Desuden en række kopier kendt fra arkivalier:
- 4 stillebenmalerier efter Franz Werner von Tamm fra Wien (1729, betalt til faderen)
- Kronprins Frederik (V), helfigur, samt 3 kopier (1737)
- 2 kopier af samme (1739)
- Dronning Sophie Magdalene (1741, efter Andreas Møller)
- Den russiske kejserinde (betalt 1743, efter Johann Salomon Wahl)
- Dronning Louise (1754, efter Pilo, Det Nationalhistoriske Museum på Frederiksborg Slot)